# Храм на Зевс Амон (Калитеа)
Вижте пояснителната страница за други значения на Храм на Зевс.
Храмът на Зевс Амон (на гръцки: Ιερό Άμμωνα Δία е археологически обект в халкидическото македонско село Калитеа, Гърция. Храмът е един от най-важните разкрити на Халкидика.

## История
Храмът е открит на морския бряг, близо до храма на Дионис и нимфите, на равната плато в северната част на днешно Калитеа. Храмът е основан към края на V век напр. светилище на египетския бог Зевс Амон. Първоначално към края на V век е изграден зидан олтар, но по-късно, през втората половина на IV век до олтара е построен храм периптер в дорийски стил с каменна надстройка. Този храм е заменен с друг мраморен към края на III или началото на II век, от който има открити много архитектурни остатъци. Покривът му е бил с релефни и цветни глинени плочи, релефни и цветни. През римско време в I - II век сл. Хр. храмът е възстановен и с неговия материал са построени две стъпаловидни конструкции от южната му тясна страна, докато между тях, върху по-стария олтар, е построен още един малък олтар.
По време на наследниците на Константин Велики в IV век, вероятно при Теодосий Велики храмът е напълно разрушен. На негово място е построена раннохристиянска базилика, наследена от средновековна византийска църква и от възрожденската „Свети Николай“.